# 2. grenadirski polk (Italija)
2. grenadirski polk Granatieri di Sardegna (izvirno italijansko 2° Reggimento Granatieri di Sardegna ) je (bil) grenadirski polk, ki je deloval v sestavi Kraljeve sardinske, Kraljeve italijanske in današnje Italijanske kopenske vojske.

## Zgodovina
Leta 1976 je bil polk preoblikovan v 3. grenadirski bataljon Cengio; leta 1992 so polk obnovili, a samo v bataljonski moči.